# Georg Fruck
Georg Fruck (* 21. März 1948 in Lüneburg) ist ein deutscher Politiker (Die Grünen, ÖDP), zudem MdL in Niedersachsen.

## Leben
Fruck besuchte die Volksschule bis zu seinem Abschluss im Jahr 1964 in Embsen bei Lüneburg. Im Anschluss begann er eine Lehre zum Gärtner und legte die Gehilfenprüfung im Jahr 1967 ab. Zwischen 1967 und 1968 war er als Gärtnergehilfe in der Gartenbau-Versuchsanstalt in Fünfhausen bei Hamburg tätig. Zwischen 1968 und 1969 leistete er seinen Grundwehrdienst ab, wurde jedoch im März 1969 als Kriegsdienstverweigerer anerkannt. Zwischen Mai 1969 und November 1969 absolvierte er den zivilen Ersatzdienst in einem Krankenhaus. Im Jahr 1970 besuchte er die  Landwirtschaftsschule in Ebstorf im Kreis Uelzen und begann im Anschluss sein Studium der Landespflege an der Fachhochschule Osnabrück. Zwischen 1971 und 1974 studierte er an der Pädagogischen Hochschule Niedersachsen in der Abteilung Lüneburg. Hier legte er  im Jahr 1974 sein erstes Staatsexamen ab. Sein zweites Staatsexamen folgte direkt im Anschluss im Jahr 1976. Seine Referendarzeit verbrachte er im Schuldienst an der Waldschule in Buchholz bis zum Jahr 1982.
Fruck wurde Beauftragter für Naturschutz und Landschaftspflege des Landkreises Harburg zwischen 1979 und 1981. Er wurde zum stellvertretenden Vorsitzenden der Kreisgruppe Harburg des Bundes für Umwelt und Naturschutz Deutschland gewählt.
Ferner war er Mitglied des Niedersächsischen Landtages in der zehnten Wahlperiode vom 21. Juni 1982 bis 20. Juni 1986. Ungefähr 1990 verließ er die Grünen und schloss sich der ÖDP an, aus der er 1994 jedoch ebenfalls austrat.

## Quelle
- Moseler, Claudius :  Die ödp macht Kommunalpolitik; Global denken - lokal handel, in: Mankau, Raphael: 20 Jahre ödp, 1999
- Barbara Simon: Abgeordnete in Niedersachsen 1946–1994. Biographisches Handbuch. Hrsg. vom Präsidenten des Niedersächsischen Landtages. Niedersächsischer Landtag, Hannover 1996, S. 109–110.